# Karel Schwarzenberg
Pour les articles homonymes, voir Schwarzenberg et Maison de Schwarzenberg.
Karel Schwarzenberg, né le 10 décembre 1937 à Prague (Tchécoslovaquie) et mort le 11 novembre 2023 à Vienne (Autriche), est un homme politique tchèque.
Il est ministre des Affaires étrangères de 2007 à 2009, puis retrouve ce portefeuille de 2010 à 2013, celui-ci étant accompagné du titre de vice-président du gouvernement. Membre fondateur et président du parti TOP 09, il est candidat à l'élection présidentielle tchèque de 2013, premier scrutin présidentiel national au suffrage universel direct, où il est battu au second tour par Miloš Zeman.

## Biographie

### Origines aristocratiques
Karl Johannes Nepomuk Josef Norbert Friedrich Antonius Wratislaw Mena zu Schwarzenberg est le fils ainé du prince Karl von Schwarzenberg et de la princesse Antoinette von Fürstenberg.
Issu de la maison de Schwarzenberg, vieille famille aristocratique germano-autrichienne de Franconie et de Bohême, Karl zu Schwarzenberg quitte très jeune, avec ses parents, la Tchécoslovaquie communiste pour aller vivre en Autriche et en Suisse ; il possède les nationalités tchèque et suisse. Il étudie le droit et l'économie forestière dans les universités de Vienne, Munich et Graz.
Au moment de sa mort, il est le chef de la famille princière, connue sous le nom de « S.A.S. le prince Charles VII zu Schwarzenberg ».  La République tchèque et la Slovaquie, où les titres de noblesse ont été abolis le 10 décembre 1918, et l'Autriche, où les titres de noblesse ont été non seulement abolis, mais aussi interdits aux citoyens autrichiens,, font figure d'exception. Bien que Karel Schwarzenberg ait les nationalités tchèque et suisse, il n'est désigné par les autorités autrichiennes que sous le nom de « Karel Schwarzenberg »,. Dans certains médias tchèques, il est sporadiquement appelé « Prince »,.
Il possède de nombreux biens immobiliers en République tchèque, en Bavière et en Autriche. Il est également le principal actionnaire de l'hebdomadaire tchèque Respekt.

### Collaborateur de Václav Havel
Karel Schwarzenberg revient en Tchécoslovaquie après la révolution de Velours. Entre juillet 1990 et juillet 1992, il est directeur de cabinet (chancelier) de Václav Havel, président de la République fédérale tchèque et slovaque, dont il devient un des plus proches conseillers. Il est aussi membre de la commission Trilatérale et de la conférence de Bilderberg.

### Ministre des Affaires étrangères
Le 9 janvier 2007, Karel Schwarzenberg est nommé, sur proposition du Parti Vert (SZ), dont il ne fait pas partie, ministre des Affaires étrangères dans le second gouvernement de Mirek Topolánek. Remplacé par Jan Kohout après la chute du gouvernement, le 8 mai 2009, il rejoint, peu après, le nouveau parti conservateur libéral TOP 09, dont il est élu président.
Après les élections législatives des 28 et 29 mai 2010, il devient, le 13 juillet, premier vice-président du gouvernement et ministre des Affaires étrangères, dans le gouvernement dirigé par Petr Nečas, qui rassemble le Parti démocratique civique (ODS), TOP 09 et Affaires publiques (VV).
Son mandat est caractérisé par des positions atlantistes et résolument pro-américaines. Le 8 juillet 2008, il signe avec la secrétaire d'État américaine Condoleezza Rice un accord sur l'emplacement de bases radar américaines sur la zone militaire de Brdy. Partisan de la reconnaissance de l'indépendance du Kosovo, cette question est inscrite à l'ordre du jour du gouvernement le 21 mai 2008 sur sa proposition. Il s'exprime, de manière répétée, en faveur de l'entrée de la Turquie dans l'Union européenne.
À l'inverse, Schwarzenberg ne manque pas de s'exprimer négativement au sujet de la Russie. Il est, selon ses opposants politiques, le principal responsable des mauvais rapports diplomatiques entre la Russie, la Chine et la République tchèque durant ces années.
Ainsi, à la suite de la guerre d'Ossétie du Sud de 2008 et de l'occupation russe de plusieurs points stratégiques de Géorgie dont le port de Poti, il se déclare favorable à un boycott des Jeux olympiques d'hiver de 2014, affirmant : « Je trouve qu'organiser une fête de la paix et du sport dans le voisinage immédiat d'un lieu où l'on a massacré et mené une guerre d'agression est une idée étrange ».
Selon le service en langue tchèque de la radio d'État russe Hlas Ruska, Karel Schwarzenberg est bien connu pour, à chaque moment approprié ou inapproprié, donner ses appréciations de la Russie. Il déclare ainsi en 2012 au magazine américain Foreign Policy : « Sous Nicolas, la Russie a conquis une grande partie de l'Asie centrale. Poutine la place, au total avec succès et une fois de plus, sous le contrôle de la Russie et l'Occident est en train de perdre ».

### Élection présidentielle de 2013
Le 22 octobre 2011, Karel Schwarzenberg fait connaître sa volonté d'être candidat à l'élection présidentielle de janvier 2013, la première organisée dans le pays au suffrage universel direct. Sa candidature est validée avec les parrainages de trente-huit députés de TOP 09 et des Maires et Indépendants (STAN), un petit parti allié.
En obtenant un score de 23,4 % des suffrages exprimés, pour un taux de participation de 61,3 %, il se classe deuxième du premier tour, juste derrière Miloš Zeman, qui obtient 24,2 % des voix. Il se qualifie ainsi pour le second tour des 25 et 26 janvier. Au lendemain du vote, il reçoit le soutien de Zuzana Roithová (KDU-ČSL, 5 % des voix) et de Přemysl Sobotka (ODS, 2,5 %), alors que Jan Fischer, troisième du premier tour avec 16,4 % des voix, fait savoir que Schwarzenberg est le candidat dont il se sent le plus proche.
Au second tour, il obtient 45,2 % des suffrages, étant ainsi défait par Zeman.

### Retrait de la vie politique
Le 10 juillet 2013, l'indépendant Jan Kohout le remplace comme ministre des Affaires étrangères.
Karel Schwarzenberg quitte la présidence de TOP 09 le 28 novembre 2015. 
Il est député jusqu'en 2021.

## Décorations
- Commandeur de l'ordre de Tomáš Garrigue Masaryk
- 2de classe de l'Ordre du prince Iaroslav le Sage
- Chevalier de l'Ordre de la Toison d'or (maison de Habsbourg-Lorraine)
- Grand-Croix de l'Ordre du Mérite de la république de Pologne
- Grand-Croix 1re classe de l'Ordre du Mérite de la République fédérale d'Allemagne
- Grand-croix d'argent de l'Ordre du Mérite (Autriche)
- Grand-Croix de l'Ordre du Lion blanc